# Lacrimosa (singel)
Lacrimosa – czwarty singel zespołu Kalafina, wydany 4 marca 2009 roku. Album zawiera piosenki śpiewane przez Wakana, Keiko oraz Hikaru. Tytułowy utwór został wykorzystany jako drugi ending anime Kuroshitsuji (odcinki 14–24).
Singel osiągnął 14 pozycję w rankingu Oricon, sprzedano 17 676 egzemplarzy.

## Lista utworów
Wszystkie utwory zostały skomponowane i napisane przez Yuki Kajiura.
Dysk pierwszy (CD)
| Nr | Tytuł                        | Czas |
| -- | ---------------------------- | ---- |
| 1. | "Lacrimosa"                  | 4:14 |
| 2. | "Gloria"                     | 3:45 |
| 3. | "Lacrimosa 〜Instrumental〜" | 4:12 |

Dysk drugi (DVD)
| Nr | Tytuł                                           | Czas |
| -- | ----------------------------------------------- | ---- |
| 1. | "Lacrimosa" (wideoklip)                         |      |
| 2. | "Lacrimosa ("Kuroshitsuji" ending)" (wideoklip) |      |